# 阿韦尔
阿韦尔（法語：Arvert，法語發音：[aʁvɛʁ]）是法国滨海夏朗德省的一个市镇，位于该省西部，属于罗什福尔区。

## 地理
阿韦尔（45°44'27"N, 1°7'40"W）面积26.22 平方千米，位于法国新阿基坦大区滨海夏朗德省，该省份为法国西部滨海省份，北起旺代省，西临大西洋，南至吉倫特省，东南接多爾多涅省，东北接德塞夫勒省接壤，东临夏朗德省。
与阿韦尔接壤的市镇（或旧市镇、城区）包括：埃托勒、莱马特、瑟德尔河畔尼约勒、圣瑞斯特-吕扎克、拉特朗布拉德。

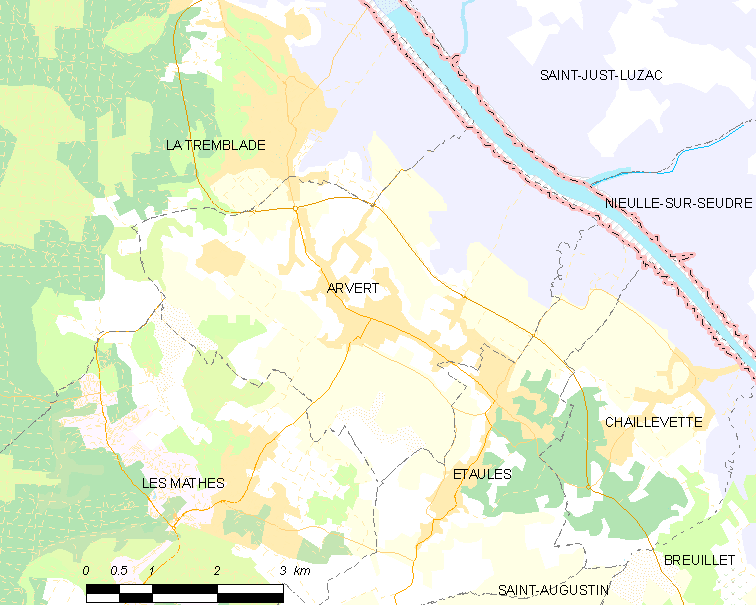
阿韦尔的OSM定位图

阿韦尔的时区为UTC+01:00、UTC+02:00（夏令时）。

## 行政
阿韦尔的邮政编码为17530，INSEE市镇编码为17021。

## 政治
阿韦尔所属的省级选区为拉特朗布拉德县。

## 人口

1962-2008年间阿韦尔人口变化图示

阿韦尔于2022年1月1日时的人口数量为3875人。